# Тилльярд, Роберт
Роберт Джон Тилльярд (англ. Robert John Tillyard; 31 января 1881 — 13 января 1937) — австралийско-английский энтомолог, палеонтолог и геолог, академик Лондонского королевского общества, член многих научных обществ.

## Биография
Родился 31 января 1881 года в Норидже, Норфолк (Англия). Его родителям были Джон Джозеф Тилльярд (John Joseph Tillyard) и Мэри Энн Фрэнсис (Mary Ann Frances, урождённая Wilson). Учился в Куинз-колледже Кембриджского университета. В связи с болезнью он переехал в Австралию (1904), где начал работать учителем математики в Sydney Grammar School. Здесь зародился его интерес к стрекозам, позднее он станет одним из крупнейших по ним специалистом, одонатологом. Спустя 9 лет защитил степень бакалавра биологии в Сиднейском университете (B.Sc.; 1914), где позднее преподавал зоологию. В 1921—1928 годах руководил отделом биологии в институте Cawthron Institute (Нельсон), в Новой Зеландии. Затем вернулся в Австралию и в 1928—1934 годах возглавлял Отделение прикладной энтомологии (Division of Economic Entomology) в составе Австралийского Совета научных и прикладных исследований (Australian Council for Scientific and Industrial Research), в Канберре. Затем, по состоянию здоровья вышел на почётную пенсию, предоставленную федеральным правительством Австралии.
Умер 13 января 1937 года в госпитале (Goulburn District Hospital) от травм, полученных в автокатастрофе на дороге между Сиднеем и Канберрой. Похоронен на церковном кладбище англиканской церкви St John the Baptist в Канберре.

## Труды
Автор более 200 печатных трудов.

### Монографии
- Tillyard, R. J. (1917). The biology of dragonflies. Cambridge University Press, Cambridge, pp. 1–396.
- Tillyard, R. J. (1926). Insects of Australia and New Zealand. Angus and Robertson. Sydney, pp. 1–560.
- David, T. W. Edgeworth, and R. J. Tillyard. (1936). Memoir on fossils of the Late Pre-Cambrian (Newer Proterozoic) from the Adelaide Series, South Australia. Angus & Robertson, Ltd. Sydney, Australia. 122 pp + 13 plates.

### Статьи
Источник:

- Tillyard, R. J. (1914). On some problems concerning the development of the wing venation of the Odonata. Proc. Linn. Soc. N.S.W. 39(1): 163—216.
- Tillyard, R. J. (1915). On the development of the wing venation in zygopterous dragonflies, with special reference to the Calopterygidae. Proc. Linn. Soc. N.S.W. 40: 212—230.
- Tillyard, R. J. (1916). Further researches upon the problems of the radial and zygopteroid sectors in the wings of Odonata. and upon the formation of bridges. Proc. Linn. Soc. N.S.W. 41: 871—887.
- Tillyard, R. J. (1922). New researches upon the problem of the wing venation of Odonata. I. A study of the tracheation of the larval wings in the genus Uropetala from New Zealand. Entomol. News, 33: 1−7
- Tillyard, R. J. (1922). New researches upon the problem of the wing venation of Odonata. I. A study of (he tracheation of the larval wings in the genus Uropetala from New Zealand. Entomol. News, 33: 45-51.
- Tillyard, R. J. (1925). Kansas Permian insects. Part V. The orders Protodonata. Am. J. Sci. 10: 41-73.
- Tillyard, R. J. (1925). Caddis-flies (Order Trichoptera) from the Chatham Islands. Records of the Canterbury Museum, 2, 277—284.
- Tillyard, R. J. (1925). The British Liassic dragonflies. Publications of the British Museum. Fossil Insects, Vol. I. pp. 1–38.
- Tillyard, R. J. (1928). The evolution of the order Odonata. Part 1. Introduction and early history of the order. Rec. Indian Mus. (Calcutta), 30(2): 151—172.
- Tillyard, R. J. (1930). A new theory of the evolution of insects. Nature. Dec. 27, 1930. pp. 996–998.
- Tillyard, R. J. (1935). Upper Permian insects of New South Wales. IV. The order Odonata. Proc. Linn. Soc. N.S.W. 60: 374—384.
- Tillyard, R. J. (1937). Kansas Permian insects. Part 17. The order Megasocoptera and additions to the Palaeodictyoptera, Odonata, Protoperlaria, Copeognatha and Neuroptera. American Journal of Science (series 5). 33:81-110, text figures 1-10.
- Tillyard, R. J. (1937). Kansas Permian insects. Part 18. The order Embiaria. American Journal of Science (series 5). 33:241-251, text figures 1-3.
- Tillyard, R. J. (1937). Kansas Permian insects. Part 19. The order Protoperlaria (continued). The family Probnisidae. American Journal of Science (series 5). 33:401-425, text figures 1-10.
- Tillyard, R. J. (1937). Kansas Permian insects. Part 20. The cockroaches, or order Blattaria. Part I. American Journal of Science (series 5). 34:169-202, text figures 1-17.
- Tillyard, R. J. (1937). Kansas Permian insects. Part 20. The cockroaches, or order Blattaria. Part II. American Journal of Science (series 5). 34:249-276, text figures 18-28.
- Tillyard, R. J. (1937). The ancestors of the Diptera. Nature. Jan. 9, 1937. pp. 66–67.
- Tillyard, R. J. and F. С. Fraser. (1938—1940). A reclassification of the order Odonata based on some new interpretations of the venation of the dragonflv wing. Aust. Zoo I. 9: 125—169, 195—221, 359—390.

## Награды и признание
Был избран членом многих научных обществ, как один из ведущих в мире энтомологов и палеонтологов, в том числе академиком Лондонского королевского общества, членом Лондонского Линнеевского общества, Королевского энтомологического общества Лондона, Геологического общества Лондона, Зоологического общества Лондона, Американского энтомологического общества и других.
- 1917 — Crisp prize and medal Лондонского Линнеевского общества
- 1925 — Член Лондонского королевского общества
- 1928 — Почётный член Queens' College, Cambridge
- 1931 — (W. B.) Clarke medal of the Royal Society of New South Wales
- 1935 — Mueller medal (Австралия)

В честь Тилльярда названы 12 родов насекомых, например, Tillyardomyia Tonnoir, 1927 (Diptera: Bombyliidae), Tillyardembia (Tillyardembiidae, Grylloblattida), а также множество видовых таксонов животных.